# Muzeum Barbary i Stanisława Ptaków
„Muzeum Barbary i Stanisława Ptaków” – muzeum w Katowicach, ekspozycja stała Działu Teatralno-Filmowego Muzeum Historii Katowic. Znajduje się w byłym mieszkaniu scenografki i kostiumolog Barbary Ptak oraz jej męża aktora i śpiewaka Stanisława Ptaka. Mieszkanie zachowane zostało w jego oryginalnej formie – dwupoziomowy apartament z wewnętrzną klatką schodową przy ulicy Mikołaja Kopernika 11. Ekspozycja ukazuje drogę twórczą Stanisława Ptaka. Są to fotografie z jego rozlicznych scenicznych wcieleń, kostiumy z realizacji spektaklu „Człowiek z La Manchy”, plakaty, dokumentacja przedstawień. Całości dopełniają liczne fotografie, pamiątki oraz otrzymane nagrody i wyróżnienia.

## Dział Teatralno-Filmowy
Dział gromadzi i opracowuje eksponaty związane z twórczością artystyczną Barbary Ptak (scenografie, projekty, kostiumy, dokumentacja), twórczością artystyczną Stanisława Ptaka (role teatralne – zapis elektroniczny, filmy, płyty itp.)
Dział za zadanie ma m.in. pozyskiwanie i gromadzenie eksponatów dla celów ekspozycyjnych i badawczych w następujących dziedzinach:
- twórczość artystyczna Barbary Ptak (scenografie, projekty kostiumów),
- twórczość artystyczna Stanisława Ptaka (role teatralne – zapis elektroniczny, filmy, płyty itp. dokumentacja),
- wyposażenie mieszkania artystów wraz z dokumentacją życia i twórczości,
- twórczość Konrada Swinarskiego i Ewy Starowieyskiej,
- zbiory teatralne i filmowe związane z Katowicami[1].

Powierzchnia wystawowa obejmuje 240 m².
We wnętrzu oprócz ekspozycji stałej funkcjonuje „Galerią pod 11”- przestrzeń przeznaczona na wystawy zmienne oraz inne wydarzenia kulturalne: projekcje filmowe, prezentacje małych form teatralnych (spektakle i koncerty kameralne), sesje naukowe. Przedstawiana jest również twórczość uznanych katowickich i śląskich artystów. W Dziale odbywają się regularne spotkania „Przyjaciele Barbary i Stanisława” oraz inne wydarzenia kulturalne.

## Lokalizacja ekspozycji „Muzeum Barbary i Stanisława Ptaków”
Kamienica w której mieści się Oddział Teatralno-Filmowy MHK została zaprojektowana w latach 20. XX wieku przez architekta i budowniczego Franciszka Manowskiego. Pod koniec lat 20. przeszła w ręce kupca Józefa Przybyły, za którego sprawą została oddana do użytku z końcem 1930 roku.
Przed rokiem 1945 lokale na pierwszym i drugim piętrze stanowiły jedno mieszkanie zajmowane przez rodzinę dyrektora generalnego Huty „Pokój” – Józefa Dangela. Na przestrzeni 260 m znajdowały się przestronne pokoje – po trzy na każdym poziomie. Pomieszczenia na pierwszym piętrze miały charakter reprezentacyjny: urządzono tam salon z jadalnią oraz przestronną kuchnię z balkonem i pomieszczeniem gospodarczym. Na górnej kondygnacji z balkonem niezależne pokoje tworzyły strefę prywatną. Tam też znajdowały się pomieszczenia służbowe, duży salon kąpielowy oraz przestronny hall zwieńczony neorenesansowym sufitem wykonanym z gipsowych kasetonów z sukcesem imitujących drewno. Oba poziomy łączyła wewnętrzna klatka schodowa ozdobiona witrażem.
Po 1945 roku, za sprawą rozporządzeń nowych władz, dwupoziomowe mieszkanie przedzielono ścianą.
W lipcu 2011 roku Muzeum Historii Katowic, dysponując prawem do lokalu przeprowadziło remont, którego efektem na nowo połączono mieszkania przywracając stan pierwotny.
Ekspozycja stała została udostępniona zwiedzającym 21 listopada 2011.